# AFC DWS/A in het seizoen 1960/61
Het seizoen 1960/1961 was het zevende jaar in het bestaan van de Amsterdamse betaaldvoetbalclub DWS/A. De club kwam uit in de Eredivisie en eindigde daarin op de achtste plaats. Tevens deed de club mee aan het toernooi om de KNVB Beker, hierin werd de club in de groepsfase uitgeschakeld.

## Wedstrijdstatistieken

### Eredivisie
|       | ADO   | Ajax  | Alkmaar '54 | DOS   | Elinkwijk | Sportclub Enschede | Feijenoord | Fortuna '54 | GVAV  | MVV   | NAC   | NOAD  | PSV   | Rapid JC | Sparta | VVV   | Willem II |
| ----- | ----- | ----- | ----------- | ----- | --------- | ------------------ | ---------- | ----------- | ----- | ----- | ----- | ----- | ----- | -------- | ------ | ----- | --------- |
| Thuis | 4 – 0 | 1 – 1 | 4 – 2       | 2 – 3 | 4 – 1     | 0 – 0              | 1 – 1      | 0 – 3       | 2 – 2 | 4 – 0 | 5 – 2 | 0 – 0 | 2 – 2 | 0 – 0    | 1 – 1  | 1 – 3 | 3 – 1     |
| Uit   | 0 – 2 | 2 – 2 | 2 – 1       | 1 – 1 | 2 – 1     | 2 – 2              | 2 – 0      | 1 – 1       | 2 – 4 | 2 – 1 | 0 – 1 | 1 – 3 | 3 – 2 | 1 – 2    | 3 – 1  | 2 – 0 | 1 – 1     |

### KNVB Beker
| Groepsfase                                            | HVC                                      | 2 – 1 (1 – 1) | DWS/A                     |
| 17 augustus 1960 Plaats: Amersfoort Birkhoven         | Bennie Marcus 1' Jan Nederhand 85'       |               | 5' Jos Vonhof             |
| Groepsfase                                            | DWS/A                                    | 3 – 0 (3 – 0) | Hilversum                 |
| 18 september 1960 Plaats: Amsterdam Olympisch Stadion | Dick Hollander Leen Corbran Arie de Oude |               |                           |
| Groepsfase                                            | Blauw-Wit                                | 3 – 0 (2 – 0) | DWS/A                     |
| 30 oktober 1960 Plaats: Amsterdam Olympisch Stadion   | Ger Clement –', –' Kees Noomen           |               |                           |
| Groepsfase                                            | DWS/A                                    | 2 – 2 (1 – 1) | 't Gooi                   |
| 12 februari 1961 Plaats: Amsterdam Olympisch Stadion  | Arie de Oude Frits Flinkevleugel 90'     |               | 20', 88' Teus van Rheenen |

## Statistieken DWS/A 1960/1961

### Eindstand DWS/A in de Nederlandse Eredivisie 1960 / 1961
| Stand | Gespeeld | Gewonnen | Gelijk | Verloren | Punten | Doelpunten voor | Doelpunten tegen |
| ----- | -------- | -------- | ------ | -------- | ------ | --------------- | ---------------- |
| 8e    | 34       | 11       | 13     | 10       | 35     | 59              | 49               |

### Topscorers
| #      | Naam                | Goal |
| ------ | ------------------- | ---- |
| 1.     | Arie de Oude        | 25   |
| 2.     | Paul Amara          | 7    |
| 3.     | Dick Schenkel       | 5    |
| 4.     | Theo van Doorneveld | 4    |
| 4.     | Dick Hollander      | 4    |
| 4.     | Jos Vonhof          | 4    |
| 7.     | Ger Braam           | 2    |
| 7.     | Frits Flinkevleugel | 2    |
| 9.     | Hans Boskamp        | 1    |
| 9.     | Jan Braam           | 1    |
| 9.     | Anton Goedhart      | 1    |
| 9.     | Nico Hogendorp      | 1    |
| 9.     | Jaap Kooistra       | 1    |
| 9.     | Jacques Westphaal   | 1    |
| Totaal | Totaal              | 59   |

| #      | Naam                | Goal |
| ------ | ------------------- | ---- |
| 1.     | Arie de Oude        | 2    |
| 2.     | Leen Corbran        | 1    |
| 2.     | Frits Flinkevleugel | 1    |
| 2.     | Dick Hollander      | 1    |
| 2.     | Jos Vonhof          | 1    |
| Totaal | Totaal              | 6    |

## Voetnoten
ADO ·
Ajax ·
Alkmaar '54 ·
DOS ·
DWS/A ·
Elinkwijk ·
Sportclub Enschede ·
Feijenoord ·
Fortuna '54 ·
GVAV ·
MVV ·
NAC ·
NOAD ·
PSV ·
Rapid JC ·
Sparta ·
VVV ·
Willem II